# 水獭溪 (佛罗里达州)
水獭溪（英語：Otter Creek），是美国佛罗里达州李維縣下属的一座城镇。建立于1969年。面积约为3.8平方公里（约合1.5平方英里）。根据2010年美国人口普查，该市有人口134人。论人口在本州排行第401。